# Presidentvalet i USA 1928
Presidentvalet i USA 1928 ägde rum den 6 november 1928. Valet stod mellan den sittande republikanske handelsministern Herbert Hoover och den demokratiske guvernören i New York, Al Smith.
Hoover vann valet med 58,2% av rösterna mot 40,8% av rösterna för Al Smith. Avgörande för utgången var Coolidgeerans ekonomiska framgångar med en kraftigt höjd levnadsstandard för de flesta amerikaner, särskilt i det republikanskt dominerade norr, samt etniskt färgad kritik mot Smiths irländskt-katolska påbrå. Bland annat påstods i valpropaganda att landet skulle få en alkoholist till första dam om Davis valdes, samt att denne slutit förbund med påven i syfte att driva USA i katolsk riktning. Smith förespråkade en mild alkoholvänlig (Make your wet dreams come true, "Låt dina våta drömmar bli sanna") linje men misslyckades att katalysera motståndet mot det rådande alkoholförbudet, som var populärt bland demokrater i främst sydstaterna. Smith vann endast ett par stater utanför den djupa södern, där Mississippis guvernör Theodore Bilbo spridit rykten om att Hoover dansat med en afroamerikansk valarbetare på en republikansk partikongress. 
Texas (som sista sydstat förutom Georgia) vanns för första gången av en republikansk kandidat. Florida, Virginia och North Carolina, som tidigare endast röstat republikanskt under rekonstruktionstiden (då federala trupper ockuperade södern och svarta i hög utsträckning haft rösträtt) röstade också republikanskt, vilket bekräftade administrationens popularitet, något som emellertid skulle vändas inom mindre än ett år, i samband med Wall Street-kraschen.

## Republikanernas nominering
- Herbert Hoover, amerikansk handelsminister från Kalifornien
- Charles Curtis, majoritetsledare i senaten från Kansas
- Frank Orren Lowden, fd guvernör från Illinois

Den sittande presidenten Calvin Coolidge avböjde att ställa upp för omval och därmed så var nomineringen helt öppen.
Favoriter var Herbert Hoover, Charles Curtis och Frank Orren Lowden. 
Republikanernas konvent
Herbert Hoover valdes till republikanernas presidentkandidat och han valde den indianättade Kansassenatorn Charles Curtis som medkandidat.

## Demokraternas nominering
- Cordell Hull, ledamot i representanthuset från Tennessee
- Atlee Pomerene, fd senator från Ohio
- Al Smith, guvernör från New York
- James A. Reed, senator från Missouri

Demokraternas konvent
Al Smith valdes till demokraternas presidentkandidat och han valde Joseph T. Robinson, senator från Arkansas som medkandidat.

## Resultat
| Presidentkandidat | Partitillhörighet | Hemdelstat  | Röster     | Röster | Elektorsröster | Medkandidat        | Hemdelstat |
| Presidentkandidat | Partitillhörighet | Hemdelstat  | Antal      | Andel  | Elektorsröster | Medkandidat        | Hemdelstat |
| ----------------- | ----------------- | ----------- | ---------- | ------ | -------------- | ------------------ | ---------- |
| Al Smith          | Demokrat          | New York    | 15,015,464 | 40,8 % | 87             | Joseph T. Robinson | Arkansas   |
| Herbert Hoover    | Republikan        | Kalifornien | 21,427,123 | 58,2 % | 444            | Charles Curtis     | Kansas     |
| Övriga            | Övriga            | Övriga      | 364,425    | 0,9 %  | 0              |                    |            |
| Totalt            | Totalt            | Totalt      | 36,807,012 | 100 %  | 531            |                    |            |